# 지협쇠주머니쥐
지협쇠주머니쥐(Marmosa isthmica)는 주머니쥐과 유대류의 일종이다. 콜롬비아와 에콰도르 그리고 파나마에서 발견된다. 물건을 쥘 수 있는 힘을 가진 꼬리를 이용하여 나무 가지와 덩굴 속에서 나무 열매와 곤충 등 먹이를 찾는다. 지협쇠주머니쥐는 이전에 로빈슨쇠주머니쥐(Marmosa robinsoni)의 아종으로 간주되었고, 습성이 유사한 것으로 가정했지만 2005년 롯시(Rossi) 이후 이제는 별도의 종으로 간주하고 있다.
1935년 파나마 지협에서 엔더스(Enders)는 나무에 고정된 둥지에서 나뭇잎으로 둥지를 만드는 지협쇠주머니쥐를 관찰했다.